# Josef Puschnig
Temple de la renommée de l'IIHF : 1999
Josef Puschnig, dit Sepp Puschnig, (né le 12 septembre 1946 à Klagenfurt am Wörthersee en Autriche) est un joueur de hockey sur glace autrichien.

## Carrière de joueur
À l'âge de 16 ans, il débute avec l'EC KAC. Il a remporté douze championnats d'Autriche : 1964, 1965, 1966, 1967, 1968, 1969, 1970, 1971, 1972, 1973, 1974, 1976. Au cours de sa carrière, il a disputé 299 matchs pour un total de 486 points dont 190 buts et 296 assistances.
Il a représenté l'Autriche au niveau international. Il a participé à onze éditions des championnats du monde ainsi qu'aux Jeux olympiques de 1964, 1968 et Sapporo 1976. Il compte 123 sélections pour 105 points (50 buts et 55 assistances).